# Haapasaari (ö i Äänekoski, Mämme)
Haapasaari är en ö i Finland. Den ligger i sjön Ala-Keitele och i kommunen Äänekoski i den ekonomiska regionen  Äänekoski ekonomiska region  och landskapet Mellersta Finland, i den centrala delen av landet, 280 km norr om huvudstaden Helsingfors. Öns area är 4 hektar och dess största längd är 320 meter i nord-sydlig riktning.